# Campeonato de España de Ciclismo en Ruta 2025
La CXXIV edición del Campeonato de España de Ciclismo en Ruta se disputó el 29 de junio de 2025 con salida y llegada en Granada, con un recorrido que constó de 191,4 km.
El vencedor final fue el corredor vallisoletano Iván Romeo del Movistar Team que se impuso en solitario en la meta a Fernando Barceló del Caja Rural-Seguros RGA y a Roger Adrià del equipo Red Bull-Bora-Hansgrohe.

## Clasificación final
| \| Clasificación general \| Clasificación general \| Clasificación general \| Clasificación general \| Clasificación general \| \| Ciclista \| Ciclista \| Equipo \| Tiempo \| \| \| --------------------- \| ------------------------ \| ----------------------- \| --------------------- \| --------------------- \| \| 1.º \| Iván Romeo \| Movistar Team \| 4 h 43 min 28 s \| \| \| 2.º \| Fernando Barceló \| Caja Rural-Seguros RGA \| + 56 s \| \| \| 3.º \| Roger Adrià \| Red Bull-Bora-Hansgrohe \| + 1 min 53 s \| \| \| 4.º \| Juan Pedro López \| Lidl-Trek \| + 1 min 53 s \| \| \| 5.º \| Ander Okamika \| Burgos-Burpellet-BH \| + 2 min 51 s \| \| \| 6.º \| David de la Cruz \| Q36.5 Pro Cycling Team \| + 2 min 51 s \| \| \| 7.º \| José Félix Parra \| Equipo Kern Pharma \| + 2 min 51 s \| \| \| 8.º \| Jorge Gutiérrez González \| Equipo Kern Pharma \| + 2 min 51 s \| \| \| 9.º \| Urko Berrade \| Equipo Kern Pharma \| + 2 min 56 s \| \| \| 10.º \| Mario Aparicio \| Burgos-Burpellet-BH \| + 7 min 34 s \| \| |                          |                         |                 |
| |                          |                         |                 |
| |                          |                         |                 |
| Clasificación general |                          |                         |                 |
| Ciclista | Ciclista                 | Equipo                  | Tiempo          |
| 1.º | Iván Romeo               | Movistar Team           | 4 h 43 min 28 s |
| 2.º | Fernando Barceló         | Caja Rural-Seguros RGA  | + 56 s          |
| 3.º | Roger Adrià              | Red Bull-Bora-Hansgrohe | + 1 min 53 s    |
| 4.º | Juan Pedro López         | Lidl-Trek               | + 1 min 53 s    |
| 5.º | Ander Okamika            | Burgos-Burpellet-BH     | + 2 min 51 s    |
| 6.º | David de la Cruz         | Q36.5 Pro Cycling Team  | + 2 min 51 s    |
| 7.º | José Félix Parra         | Equipo Kern Pharma      | + 2 min 51 s    |
| 8.º | Jorge Gutiérrez González | Equipo Kern Pharma      | + 2 min 51 s    |
| 9.º | Urko Berrade             | Equipo Kern Pharma      | + 2 min 56 s    |
| 10.º | Mario Aparicio           | Burgos-Burpellet-BH     | + 7 min 34 s    |